# Emma de Laval
Pour les articles homonymes, voir Emma de Laval (homonymie) et Emma.
Emma de Laval (Ama) est l'épouse de Guy III de Laval (mort vers 1130-1142 pour ce dernier). 

## Filiation, controverse
Selon une épithaphe qui aurait longtemps été présente dans l'abbaye de Clermont et rapportée par Bertrand de Broussillon,, elle serait fille (hors mariage) d'un roi d'Angleterre. Cette épitaphe est :

« EMMA ANGLORUM REGIS FILIA DOMINAQUE LAVALLENSIS »

Traditionnellement, cette filiation a été acceptée comme vraie ou possible, et Henri Ier d'Angleterre désigné comme le roi en question, car il correspondait chronologiquement. Elle est aussi politiquement possible car entre 1114 et 1118, pour s'allier le seigneur de Laval, Henri Ier octroie à Hugues de Laval, oncle et tuteur de Guy III, l'honneur de Pontefract confisqué auparavant aux Lacy.
Toutefois, cette affirmation se heurte à deux problèmes. D'abord, Broussillon dit ne pas avoir trouvé de référence contemporaine à cette filiation. Ensuite, Guy IV, le fils de Gui III et de la dite Emma épouse une autre Emma, fille de Réginald de Dunstanville, lui-même fils illégitime d'Henri Ier. Cela ferait de Guy IV et sa femme des cousins germains, ayant pour même grand-père le roi anglais. Pour Chris Phillips, il se pourrait donc qu'il y ait confusion entre les deux Emma, et que l'épitaphe célèbre l'ascendance prestigieuse de la plus jeune des deux.

## Biographie
Emma et Guy III de Laval ont au moins deux et peut-être trois enfants connus :
- Guy [IV] de Laval (mort un 23 décembre vers 1180-1185). Il épouse Emma de Cornouailles (mort en 1208 ou après), fille de Renaud (de Dunstanville ?) earl de Cornouailles et de sa femme Beatrice FitzWilliam. Tous deux sont enterrés à l'abbaye de Clermont ;
- Hamon de Laval (mort en 1194) enterré à Clermont[1] ;
- ? Emma de Laval (morte en 1190 ou après). Selon Broussillon, "Emma de Laval" est nommée comme abbesse de Ronceray dans 20 chartes du cartulaire de l'abbaye de 1163 à 1190 ; mais il ajoute qu'aucun document ne confirme sa filiation[1]. Cette Emma pourrait aussi être la femme de Guy III.

Emma survécut à Guy III, fut tutrice de son fils jusqu'en 1142, et mourut après 1152, date de la fondation de l'abbaye de Clermont. Elle y fut inhumée, dit le chroniqueur lavallois Charles Maucourt de Bourjolly, mais sous le porche et non dans le chœur comme les dames de Laval des XIVe et XVe siècles suivants.